# Spencer Williams

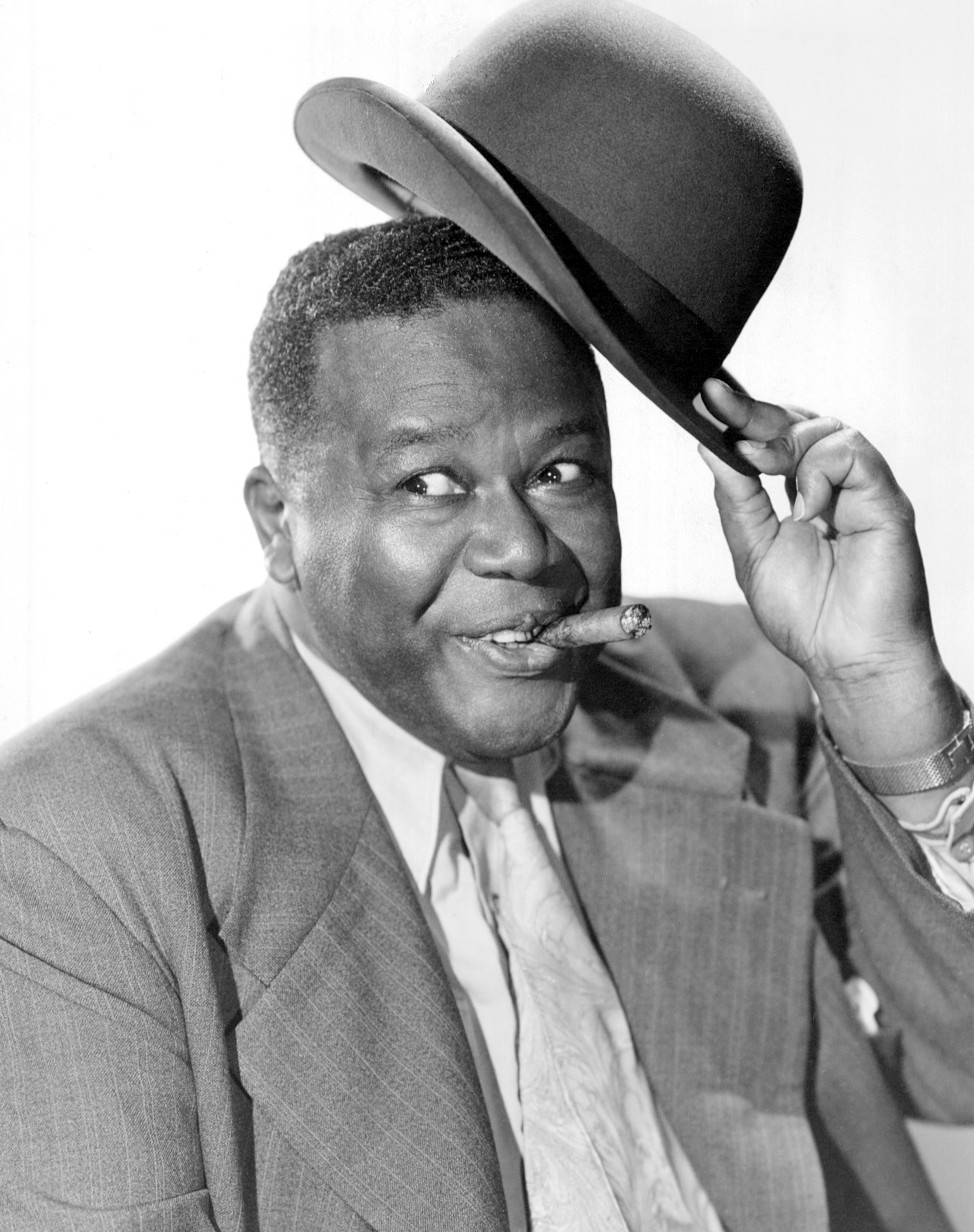

Spencer Williams (New Orleans, 14 ottobre 1889 – Flushing, 14 luglio 1965) è stato un compositore, pianista e cantante statunitense di musica jazz. Fra i suoi maggiori successi si ricordano Basin Street Blues, I Ain't Got Nobody, Royal Garden Blues, I've Found a New Baby, Everybody Loves My Baby, Tishomingo Blues e molti altri.

## Biografia
Studiò alla St. Charles University di New Orleans. e quindi si spostò a Chicago nel 1907 e poi a New York intorno al 1916. A New York scrisse numerose canzoni con Anton Lada dei Louisiana Five.  Fra queste Basin Street Blues che divenne forse il suo pezzo più popolare, eseguito ancora ai nostri giorni.
All'epoca della prima guerra mondiale scrisse "Squeeze Me" con Fats Waller.
Williams fece tournée in Europa dal 1925 al 1928; durante questo periodo compose per Joséphine Baker alle Folies Bergère di Parigi. Williams tornò poi a  New York per alcuni anni e nel 1932 in Europa dove trascorse diversi anni a Londra prima di andare a Stoccolma nel 1951, dove passò la maggior parte del resto della sua vita. Tornò a New York poco prima della sua morte avvenuta a Flushing.
I suoi maggiori siuccessi comprendono Basin Street Blues, She'll Be Comin Around That Mountain, I Ain't Got Nobody, Royal Garden Blues, Mahogany Hall Stomp, I've Found a New Baby, Everybody Loves My Baby, Shimmy-Sha-Wobble, Boodle Am Shake, Tishomingo Blues, Fireworks, I Ain't Gonna Give Nobody None of My Jelly Roll, Arkansas Blues, Paradise Blues, When Lights Are Low,Dallas Blues e My Man o' War.
Williams venne introdotto nella Songwriters Hall of Fame nel 1970.